# Hultastrand
Hultastrand är en by vid sjön Virens norra strand i Katrineholms kommun. Mellan 2015 och 2018 samt från 2023 avgränsade SCB här en småort som även omfattar ett mindre obebott område i Vingåkers kommun. Vid avgränsningen 2020 klassades bebyggelsen som en del av tätorten Baggetorp och småorten var det året avregistrerad. 